# James Maitland Balfour
Pour les articles homonymes, voir James Maitland et Maitland.
James Maitland Balfour (Whittingehame, 5 janvier 1820-Funchal, 23 février 1856) est un homme politique et homme d'affaires écossais, père d'Arthur Balfour.

## Biographie
Fils de James Balfour (en) et de Eleanor, fille de James Maitland, il fait ses études à Eton puis à Trinity College.
Directeur de la North British Railway, il doit sa fortune à l'héritage de son père et au développement de la compagnie. 

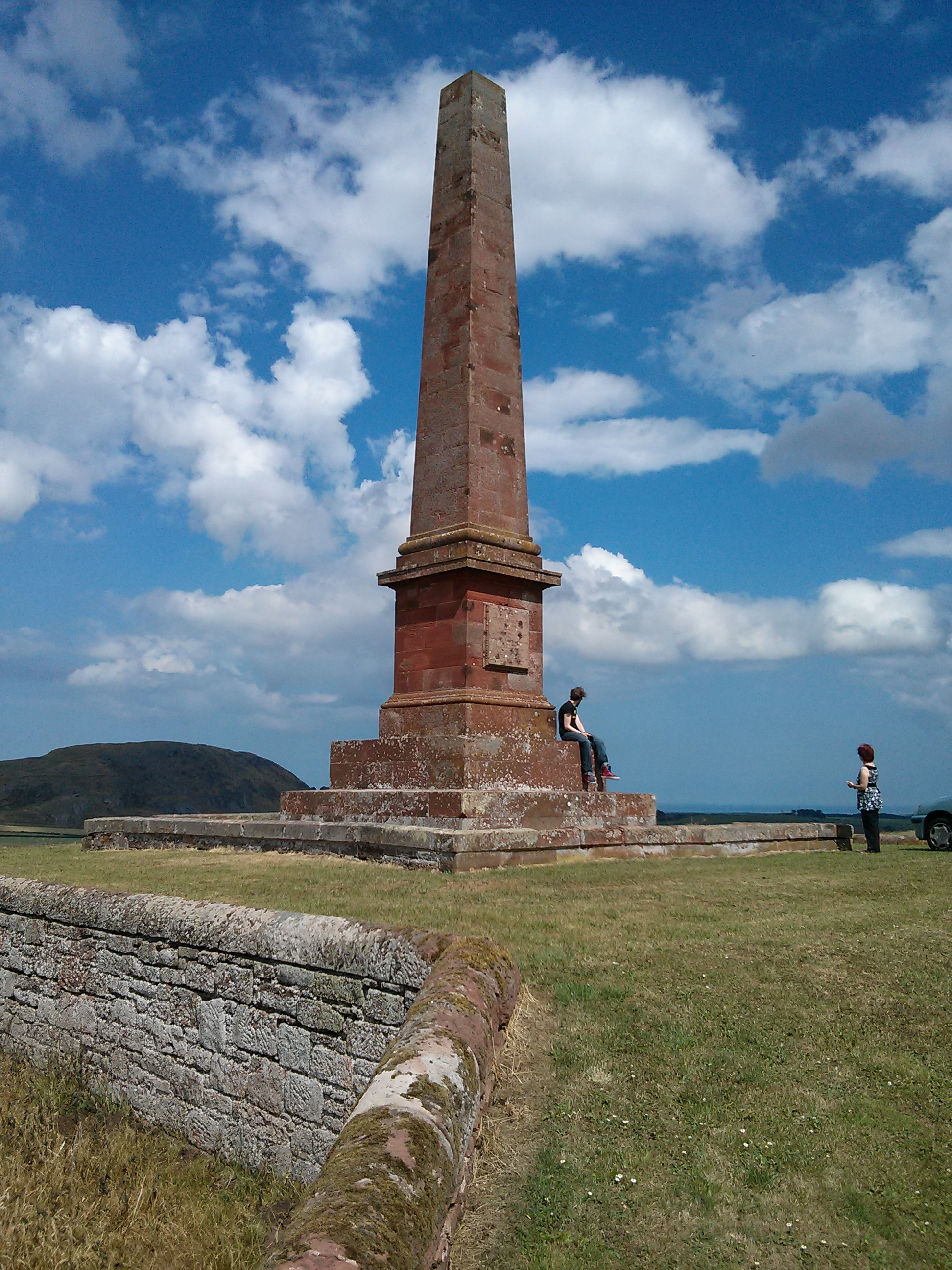
Le monument Balfour

Membre du Parlement comme représentant conservateur d'Haddington (1841-1847) et commandant de la East Lothian Yeomanry, cette dernière lui élèvera en son honneur le Monument Balfour près de Traprain Law et de East Linton.
Il meurt de la tuberculose le 23 février 1856 à Funchal (Madère).

### Famille
Il épouse le 15 août 1843 Blanche Mary Harriet Gascoyne-Cecil, fille de James Gascoyne-Cecil (2e marquis de Salisbury). Le couple à huit enfants, cinq fils et trois filles : 
- Eleanor Mildred Sidgwick (1845-1936)
- Evelyn Georgiana Mary Balfour (1846-1934)
- Arthur Balfour (1848-1930)
- Cecil Charles Balfour (1849–1881)
- Alice Blanche Balfour (1851-1936)
- Francis Maitland Balfour (1851-1882)
- Gerald Balfour (2e comte de Balfour) (1853-1945)
- Eustace Balfour (1854-1911)